# SENTRI

Logotipo del programa SENTRI

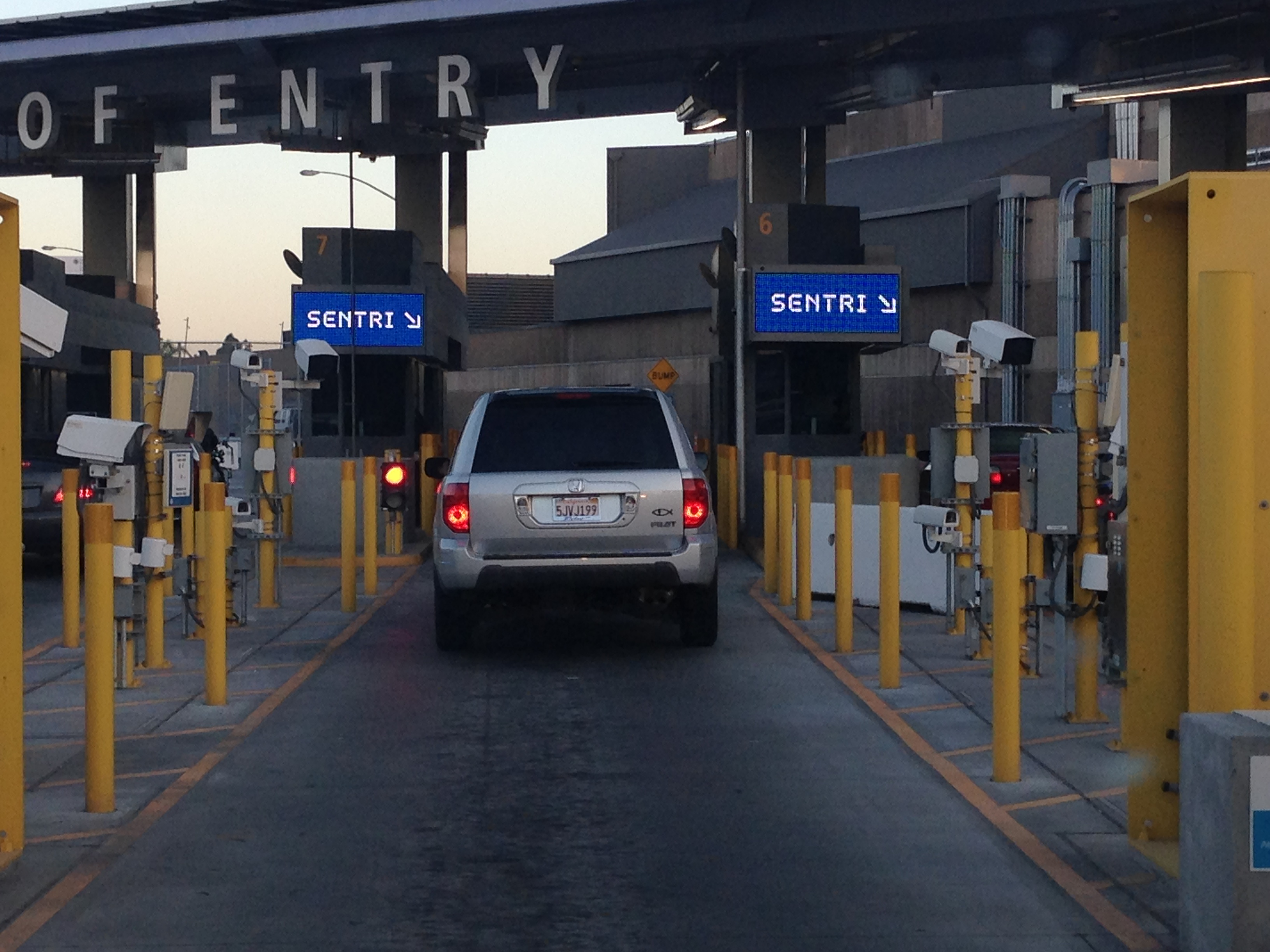
Filas SENTRI en el cruce fronterizo/puerto de entrada de San Ysidro, 2015. Tijuana, Baja California, México a San Diego, California, Estados Unidos.

La Red Electrónica Segura para la Inspección Rápida de Viajeros (SENTRI, por sus siglas en inglés) proporciona un procesamiento expedita por parte de Aduanas y Protección Fronteriza de los Estados Unidos (CBP), en la frontera entre Estados Unidos y México, de viajeros pre-aprobados que consideraron de bajo riesgo. Voluntariamente los solicitantes tienen que experimentar un control de fondo minucioso contra bases de datos criminal, aduanal, inmigración, aplicación de la ley y terroristas; un control de aplicación de la ley de 10 dedos de huellas digitales; y una entrevista personal con un Agente de CBP. El costo total es USD$120.00, y el estatus de la SENTRI es válido por 5 años.
Una vez que el solicitante es aprobado, son emitidos una tarjeta de Identificación por Radiofrecuencia (RFID) que identifica su estado en la base de datos de CBP cuando llegan a puertos de entrada terrestres y marítimas de Estados Unidos. Los usuarios de SENTRI tienen acceso a filas dedicadas hacia los Estados Unidos. A diferencia de NEXUS, el cual es un programa conjunta entre Estados Unidos y autoridades de inmigración canadiense, SENTRI es sólo un programa del CBP y solo aplica a aduanas e inspecciones inmigratorias a los Estados Unidos, no a México. Los miembros de SENTRI son permitidos para utilizar las filas de NEXUS cuando entran a los Estados Unidos de Canadá por tierra (pero no viceversa).
El Global Entry permite a los usuarios registrados ingresen sus propias aplicaciones SENTRI y los miembros aprobados editen su información. Una tarjeta SENTRI válida es un documento conforme a la Iniciativa de Viaje del Hemisferio Occidental (WHTI, por sus siglas en inglés).

## Historia

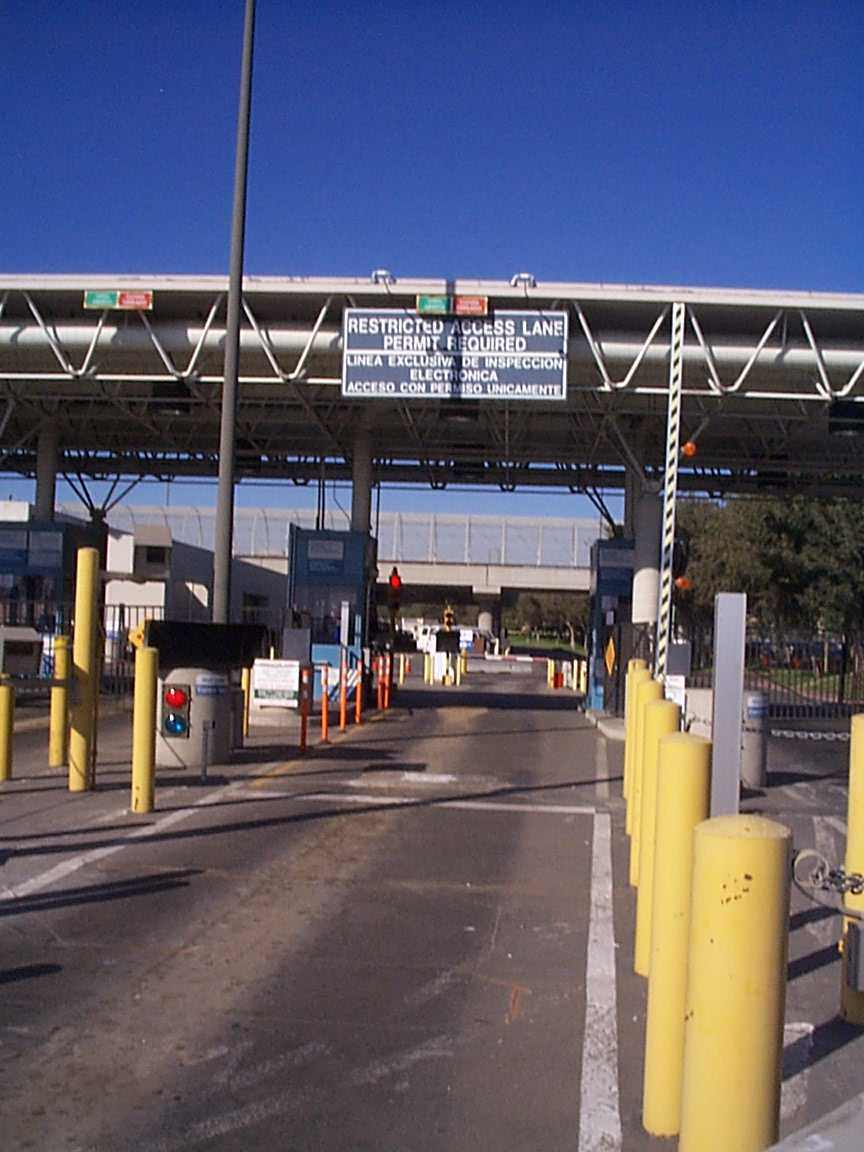
Carril SENTRI en Otay Mesa en 1997

La SENTRI fue puesto en práctica en 1995. Se formó un equipo de representantes del Servicio de Inmigración y Naturalización (INS, por sus siglas en inglés), el Servicio de Aduanas de Estados Unidos y otras cinco agencias federales interesadas se estableció un concepto técnico, diseño de ingeniería y políticas relevantes. El primer carril SENTRI se implementó en la Garita Internacional de Otay en San Diego en el estado de California, donde se perfeccionó el concepto y el diseño. En este sitio se realizaron pruebas de tecnología adicionales, que incluyen equipo de detención biométrica en el vehículo y reconocimiento facial en el carril.
En 1998, se tomó la decisión de expandir SENTRI a El Paso en el estado de Texas. El objetivo era aliviar la congestión en el transitado Puente Internacional Paso del Norte que conecta con la ciudad fronteriza Ciudad Juárez. Sin embargo, este puente no era lo suficientemente ancho como para apartar un carril exclusivo para pasajeros afiliados a este programa. Por lo tanto, el puente cerca de Stanton Street, que había sido un puente únicamente dirigido para usuarios que se dirigían hacia el sur fue elegido como el mejor lugar para implementar SENTRI. Se construyó un nuevo puerto de entrada y el carril SENTRI se inauguró en septiembre de 1999.
Luego, el equipo de SENTRI eligió implementar un sistema en el cruce fronterizo más transitado del mundo, San Ysidro, California. La naturaleza congestionada de Tijuana, cerca de la garita internacional dificultó la identificación de un lugar para colocar el carril exclusivo, pero con la cooperación de muchas organizaciones en ambos lados de la frontera, se segregó un carril de SENTRI y se abrió en la Garita Internacional de San Ysidro en el 2000, después de lo cual el equipo de SENTRI se disolvió y SENTRI se convirtió en una oficina de programas dentro del INS. Después de que el INS fuese disuelto el 1º de marzo del 2003 por cambios de estrategia de seguridad nacional originados de los ataques terroristas del 2001, la oficina del programa SENTRI fue absorbida por Aduanas y Protección Fronteriza (CBP, por sus siglas en inglés) del Departamento de Seguridad Nacional de los Estados Unidos (DHS, por sus siglas en inglés). Hoy los carriles de SENTRI se pueden encontrar en los siguientes puertos de entrada, de oeste a este:
California
- Puerto de entrada de San Ysidro, San Diego, California
- Puerto de entrada de Otay Mesa, San Diego, California
- Puerto de entrada Oeste de Calexico, Calexico, California
- Puerto de entrada Este de Calexico, Calexico, California

Arizona
- Puerto de entrada de San Luis, San Luis, Arizona
- Puerto de entrada de Nogales-Grand Avenue, Nogales, Arizona
- Puerto de entrada de Douglas, Douglas, Arizona

Texas
- Puerto de entrada de El Paso Stanton Street, El Paso, Texas
- Puerto de entrada de El Paso Ysleta, El Paso, Texas
- Puerto de entrada de Del Rio, Del Rio, Texas
- Puerto de entrada de Eagle Pass Camino Real, Eagle Pass, Texas
- Puerto de entrada de Laredo Colombia, Laredo, Texas
- Puerto de entrada Laredo Juárez-Lincoln, Laredo, Texas
- Puerto de entrada de Anzalduas, Mission, Texas
- Puerto de entrada de Hidalgo , Hidalgo, Texas
- Puerto de entrada de Pharr, Pharr, Texas
- Puerto de entrada de Brownsville - Veterans, Brownsville, Texas

## Global Entry
Los ciudadanos estadounidenses pueden usar su membresía de SENTRI en los quioscos del Global Entry de Aduanas y Protección Fronteriza de los Estados Unidos ubicados en los aeropuertos estadounidenses participantes. Los ciudadanos mexicanos que son miembros de SENTRI pueden solicitar su Global Entry después de aprobar una evaluación de riesgos realizada por el gobierno mexicano.

## TSA PreCheck
Los ciudadanos estadounidenses que son miembros de SENTRI pueden usar TSA PreCheck en todas las aerolíneas participantes ingresando su número de identificación de Aduanas y Protección Fronteriza o PASS ID/KTN (Número de viajero conocido) de su tarjeta SENTRI en la información de su reserva de vuelo o en su cuenta de viajero frecuente. Los mismos privilegios se extienden a los miembros de NEXUS y Global Entry. Tenga en cuenta que estos viajeros de confianza tienen una probabilidad muy alta de recibir PreCheck, no está garantizado: la TSA sigue utilizando procedimientos aleatorios para todos los pasajeros.  Dicho esto, los participantes de Global Entry tienen la máxima prioridad/probabilidad absoluta de recibir PreCheck (según los documentos de CBP, incluida una nota de que está incluido, no "puede" recibir, con Global Entry). 

## Centros de inscripción
Los centros de inscripción están ubicados en Calexico y Otay Mesa, California; Douglas, Nogales, Phoenix y San Luis, Arizona; y Brownsville, El Paso, Hidalgo y Laredo, Texas.